# Desmodium duclouxii
Desmodium duclouxii är en ärtväxtart som beskrevs av Renato Pampanini. Desmodium duclouxii ingår i släktet Desmodium och familjen ärtväxter. Inga underarter finns listade i Catalogue of Life.